# Minnesota Wild
Minnesota Wild er et professionelt ishockeyhold der spiller i den bedste nordamerikanske række NHL. Klubben spiller sine hjemmekampe i Xcel Energy Center i Saint Paul, Minnesota, USA. Klubben spillede sin første sæson i NHL i sæsonen 2000-01. Minnesota fik dermed atter et hold i NHL efter at Minnesota North Stars flyttede til Dallas, Texas i 1993.
Klubben har i sin forholdsvis korte levetid kun kvalificeret sig til slutspillet én gang, i sæsonen 2002-03 hvor man, efter at have slået Colorado Avalanche og Vancouver Canucks på vejen, tabte i conference-finalen til Anaheim Mighty Ducks med 4-0 i kampe.

## Nuværende spillertrup (2007-08)
Pr. 8. juli 2008.
Målmænd
- 29  Josh Harding
- 32  Niklas Bäckström

Backer
- 3  Keith Carney
- 5  Kim Johnsson – A
- 6  Sean Hill
- 8  Brent Burns
- 26  Kurtis Foster
- 33  Petteri Nummelin
- 41  Martin Skoula
- 55  Nick Schultz
- ??  Marc-Andre Bergeron
- ??  Marek Zidlicky

Forwards
- 9  Mikko Koivu
- 10  Marian Gaborik – C
- 11  Chris Simon
- 15  James Sheppard
- 16  Steve Kelly
- 19  Stephane Veilleux
- 21  Mark Parrish
- 24  Derek Boogard
- 25  Eric Belanger
- 38  Pavol Demitra
- 67  Benoit Pouliot
- 83  Matt Foy
- 96  Pierre-Marc Bouchard
- 15  Andrew Brunette
- ??  Craig Weller
- 20  Antti Miettinen
- 11  Owen Nolan

## Danske spillere
- Morten Madsen blev draftet af Minnesota Wild i 2005 og skrev d. 15. maj 2007 en 3-årig kontrakt med Minnesota. Det forventes at Madsen indledningsvis skal spille for Minnesotas farmerhold Houston Aeros i AHL.[kilde mangler]

## 'Fredede' numre
- 1 Nummer fredet for Minnesotas fans 2000.
- 99 Wayne Gretzky Nummer fredet i hele NHL 6. februar, 2000